# Until the End (canção)
"Until the End" é uma canção gravada pela banda Breaking Benjamin.
É o terceiro single do terceiro álbum de estúdio lançado a 8 de Agosto de 2006 Phobia.

## Desempenho nas paradas musicais
| Parada musical (2007)                       | Posições |
| ------------------------------------------- | -------- |
| Estados Unidos - Hot Mainstream Rock Tracks | 6        |
| Estados Unidos - Alternative Songs          | 21       |